# Brand New Me
"Brand New Me" é uma canção da cantora e compositora americana Alicia Keys. Lançada como o segundo single de seu quinto álbum de estúdio Girl On Fire em 19 de novembro de 2012. Fez parte da trilha sonora da telenovela brasileira Amor à Vida (2013/2014).

## Composição
"Brand New Me" é uma balada suave, que Keys credita como sua autobiografia. Liricamente, a música é sobre crescimento pessoal e se tornar uma nova versão de si mesmo.[carece de fontes?] Foi escrita por Keys e pela cantora escocêsa Emeli Sandé e produzida por Keys.

## Videoclipe
O videoclipe estreou no 106 & Park da BET e em seu canal do Youtube/Vevo em 17 de dezembro de 2012. dirigido por Diane Martel, descreve a "busca da autodescoberta" da cantora.

## Performances ao Vivo
Brand New Me foi performada em várias ocasiões, incluindo o iTunes Festival de 2012 e VH1 Storytellers.

## Faixas e formatos
| Download Digital |                |         |  |
| N.º              | Título         | Duração |  |
| 1.               | "Brand New Me" | 3:53    |  |

| Streaming - Remix |                         |         |  |
| N.º               | Título                  | Duração |  |
| 1.                | "Brand New Me" (part 2) | 3:09    |  |

## Desempenho nas tabelas musicais
| \| Tabela musical (2019) \| Melhor posição \| \| --------------------------------------------- \| -------------- \| \| Bélgica (Airplay Chart top 50 de Flandres)[7] \| 18 \| \| Bélgica (Airplay Chart top 40 da Valônia)[8] \| 32 \| \| Coreia do Sul (Gaon Music Chart)[9] \| 35 \| \| Estados Unidos (Adult R&B Airplay)[10] \| 7 \| \| Estados Unidos (Top R&B/Hip-Hop Songs)[11] \| 37 \| \| Israel (Media Forest)[12] \| 7 \| \| Países Baixos (MegaCharts)[13] \| 64 \| |                |
| Tabela musical (2019) | Melhor posição |
| Bélgica (Airplay Chart top 50 de Flandres) | 18             |
| Bélgica (Airplay Chart top 40 da Valônia) | 32             |
| Coreia do Sul (Gaon Music Chart) | 35             |
| Estados Unidos (Adult R&B Airplay) | 7              |
| Estados Unidos (Top R&B/Hip-Hop Songs) | 37             |
| Israel (Media Forest) | 7              |
| Países Baixos (MegaCharts) | 64             |

## Histórico de lançamento
| País           | Data                   | Formato            | Gravadora  |
| -------------- | ---------------------- | ------------------ | ---------- |
| Estados Unidos | 19 de Novembro de 2012 | Urban contemporary | RCA        |
| Austrália      | 29 de Novembro de 2012 | Top 40 radio       | RCA        |
| Itália         | 30 de Novembro de 2012 | Top 40 radio       | Sony Music |